# Liste der Nummer-eins-Hits in Spanien (2004)
Diese Liste enthält alle Nummer-eins-Hits in Spanien im Jahr 2004. Es gab in diesem Jahr 23 Nummer-eins-Singles.
| Singles |
| --- |
| - Fran Perea – Uno mas son siete - 1 Woche (28. Dezember 2003 – 3. Januar 2004, insgesamt 16 Wochen) - Joaquín Sabina – Motivos de un sentimiento [Himno centenario del Atlético de Madrid] - 1 Woche (4. Januar – 10. Januar, insgesamt 4 Wochen) - Fran Perea – Uno mas son siete - 1 Woche (11. Januar – 16. Januar, insgesamt 16 Wochen) - Metallica – The Unnamed Feeling - 3 Wochen (17. Januar – 7. Februar) - David Bisbal – Bulería - 1 Woche (8. Februar – 14. Februar) - Estopa – Fuente de energía - 4 Wochen (15. Februar – 13. März) - George Michael – Amazing - 1 Woche (14. März – 20. März) - Madonna – Love Profusion - 1 Woche (21. März – 27. März) - Anastacia – Left Outside Alone - 1 Woche (28. März – 3. April) - O-Zone – Dragostea din tei - 1 Woche (4. April – 10. April, insgesamt 4 Wochen) - Fangoria – Retorciendo palabras - 3 Wochen (11. April – 1. Mai) - Ramón – Para llenarme de ti - 1 Woche (2. Mai – 8. Mai) - O-Zone – Dragostea din tei - 1 Woche (9. Mai – 15. Mai, insgesamt 4 Wochen) - Bunbury – Que tengas suertecita - 1 Woche (16. Mai – 22. Mai) - O-Zone – Dragostea din tei - 1 Woche (23. Mai – 29. Mai, insgesamt 4 Wochen) - Nacho Cano – Música para una boda - 3 Wochen (30. Mai – 19. Juni) - O-Zone – Dragostea din tei - 1 Woche (20. Juni – 26. Juni, insgesamt 4 Wochen) - Los Planetas – Y además es imposible - 3 Wochen (27. Juni – 17. Juli) - Sheila – Mis adorables vecinos - 3 Wochen (18. Juli – 7. August, insgesamt 4 Wochen) - Miguel Ángel Muñoz – Diras que estoy loco - 5 Wochen (8. August – 11. September, insgesamt 9 Wochen) - Rammstein – Mein Teil - 1 Woche (12. September – 17. September) - Miguel Angel Muñoz – Dirás que estoy loco - 4 Wochen (18. September – 15. Oktober, insgesamt 9 Wochen) - Sheila – Mis adorables vecinos - 1 Woche (16. Oktober – 23. Oktober, insgesamt 4 Wochen) - Depeche Mode – Enjoy the Silence - 1 Woche (24. Oktober – 30. Oktober) - Fangoria – La mano en el fuego - 1 Woche (31. Oktober – 6. November) - Eminem – Just Lose It - 1 Woche (7. November – 13. November) - U2 – Vertigo - 3 Wochen (14. November – 4. Dezember, insgesamt 5 Wochen) - Astrud – Todo nos parece una mierda - 1 Woche (5. Dezember – 11. Dezember, insgesamt 3 Wochen) - U2 – Vertigo - 1 Woche (12. Dezember – 18. Dezember, insgesamt 5 Wochen) - Band Aid 20 – Do They Know It's Christmas? - 2 Wochen (19. Dezember 2004 – 1. Januar 2005) |